# Pamphagus tunetanus
Pamphagus tunetanus is een rechtvleugelig insect uit de familie Pamphagidae. De wetenschappelijke naam van deze soort is voor het eerst geldig gepubliceerd in 1902 door Vosseler.